# Cavergno
Cavergno é uma comuna da Suíça, no Cantão Tessino, com cerca de 486 habitantes. Estende-se por uma área de 55,16 km², de densidade populacional de 9 hab/km². Confina com as seguintes comunas: Bignasco, Bosco/Gurin, Cerentino, Formazza (IT-VB), Lavizzara.
A língua oficial nesta comuna é o Italiano.